# (32321) 2000 QO53
2000 QO53 (asteroide 32321) é um asteroide da cintura principal. Possui uma excentricidade de 0.13697990 e uma inclinação de 5.87454º.
Este asteroide foi descoberto no dia 25 de agosto de 2000 por LINEAR em Socorro.